# Archieparchia Filadelfii
Archieparchia Filadelfii – archieparchia Kościoła katolickiego obrządku bizantyjsko-ukraińskiego, obejmująca parafie tego obrządku znajdujące się w stanach Maryland, New Jersey, Wirginia, a także w środkowej i wschodniej Pensylwanii i w Waszyngtonie. Siedzibą archieparchy jest największe miasto Pensylwanii, Filadelfia. Eparchia bierze swój początek z bizantyjsko-ukraińskiego ordynariatu Stanów Zjednoczonych z siedzibą w Filadelfii, powołanego w 1913 roku w celu zapewnienia opieki duszpasterskiej nad diasporą ukraińską. W 1924 ordynariat został podniesiony do rangi egzarchatu apostolskiego, w 1958 uzyskał nowe granice i został archieparchią pod obecną nazwą. Dzisiejszy kształt terytorialny archieparchii został ostatecznie ustalony w 1983 roku.

## Arcybiskupi
1. Konstantyn Bohaczewśkyj (1958-1961)
2. Ambrozij Senyszyn (1961-1976)
3. Joseph Michael Schmondiuk (1977-1978)
4. Myrosław Lubacziwski (1979-1980)
5. Stephen Sulyk (1980-2000)
6. Stephen Soroka (2000-2018)
7. Borys Gudziak (od 2019)